# Nineties berlin
nineties berlin ist eine multimediale Ausstellung, die in der Alten Münze in Berlin-Mitte vom 4. August 2018 bis zum 28. Dezember 2019 zu sehen war. Die Ausstellung zeigt auf 1500 Quadratmetern das Jahrzehnt nach dem Fall der Mauer und informiert über die Veränderungen der Stadt Berlin. Themen sind Veränderungen im politischen, sozialen, musikalischen, künstlerischen und subkulturellen Sektoren im Berlin der neunziger Jahre. Am 4. Dezember 2019 wurde nineties berlin vom European Museum Forum für den European Museum of the Year Award 2020 nominiert.
Konzipiert wurde sie vom DDR Museum in Berlin. nineties berlin wird von der DDR Kultur UG betrieben, deren Gesellschafter die Muson GmbH sowie die DDR Museum Berlin GmbH sind.

## Ausstellungsaufbau
nineties berlin hat sechs stetige Ausstellungsräume und einen zusätzlichen Raum für Wechselausstellungen.

### Heartbeat of Berlin
Der Ausstellungsrundgang beginnt mit einem dunkler Eingangstunnel, der einen Clubeingang darstellen soll. Tiefe Bässe sind zu hören und zu spüren, die symbolisch für den Herzschlag Berlins stehen sollen.

### Berlin Island
Ein 286 Quadratmeter große Panoramabildschirm gibt einen visuellen und thematischen Überblick über das Jahrzehnt. Zu sehen sind originale Foto- und Videoaufnahmen, die u. a. die Nacht des Mauerfalls, der verhüllte Reichstag und die Loveparade zeigen. In der Mitte des Raumes steht ein großes Sitzmöbel in Form des geteilten Berlins. Geteilt wird das Modell durch einen „Grenzstreifen“. Dort befinden sich Fotos, die die DDR-Grenztruppen 1988/89 von der Berliner Mauer anfertigten.

### Berlin Heads
Auf 14 großen Video-Stelen werden Interviews mit Protagonisten der Stadt Berlin in den 90ern abgespielt. Jeder der Filme mit den Zeitzeugen ist in verschiedene Themen unterteilt. In Vitrinen hinter den Stelen befinden sich historische Gegenstände, die von den interviewten Personen zur Verfügung gestellt wurden.
Die Interviewten sind Taner Bahar (Hip-Hoper), Marcus Becker (Bauingenieur), Ben de Biel (Fotograf, Clubbesitzer), Michael S. Cullen (Historiker), Sven Friedrich (ehem. Hooligan), Gregor Gysi (Politiker), Inga Humpe (Musikerin), Andreas Jeromin (ehem. Hausbesetzer), Kai-Uwe Kohlschmidt (Punkrock-Musiker), Danielle de Picciotto (Künstlerin), Andreas Schlüter (Polizist), Stefan Wolle (Historiker), WestBam (DJ) und seit kurzem auch Flake Christian Lorenz (Musiker – Rammstein).

### Feel the Wall
Die Überwindung der SED-Diktatur durch die Friedliche Revolution wird im Raum „Feel the Wall“ thematisiert. Dafür wurde eine begehbare Installation auf zwölf original Mauerteilen gebaut. Besucher bekommen hier Informationen, wie es zum Mauerbau kam, was mit der Mauer nach 1989 geschah und warum sich heute im Berliner Stadtbild kaum noch Mauerteile finden.

### Fear the Wall
In diesem Raum werden die 140 Opfer der Berliner Mauer vorgestellt. Jeder Name ist an einer Wand angebracht. Den Namen stehen 140 Kalaschnikow-Modelle gegenüber als Symbole für die stetige Todesdrohungen bei Fluchtversuchen.

### Lost Berlin
Die Zentren der Berliner Underground- und Techno-Bewegung werden im Labyrinth „Lost Berlin“ dargestellt. Sie stehen sinnbildlich für die Berliner Musik- und Clubkultur. In insgesamt sechs Sackgassen werden folgende Institutionen/Orte vorgestellt:
- Tresor, Technoclub
- Kunsthaus Tacheles, Kunsthaus
- Eimer, Underground-Club
- Jugendradio DT64, Radiosender
- Frontpage, Technomagazin
- Tekknozid, Tekknozid-Partys

Am Ende des von den Künstlern Stefan Schilling und Gustav Sonntag gestalteten Labyrinths befindet sich ein verspiegelter Raum mit einer interaktiven Sound-Maschine mit allen Hymnen der Loveparade.

## Ausstellungselemente

### Multimediale Elemente
Zu den multimedialen Elementen gehören:
- Eine 270 Grad-Leinwandprojektion: 55 Meter Länge, 5,20 Meter Höhe, 286 Quadratmeter Fläche
- 14 Stelen mit Interviews mit 55 Zoll Bildschirmen, kombiniert mit Soundduschen und alternativ Kopfhörern
- 6 große Touchscreens in „Lost Berlin“
- „Guide Bot“ – die vertiefende Führung auf dem eigenen Smartphone (Leihgeräte an der Kasse)

### Bauelemente
Im Raum „Berlin Island“ ist ein Modell des geteilten Berlins integriert, auf dem die Besucher Platz nehmen und sich den Film auf dem 286 Quadratmeter großen Bildschirm ansehen können. Ost- und Westberlin trennt der Grenzstreifen, ein weißer Durchgang, der Fotos Richtung Ost- und Westberlin, die die DDR-Grenztruppen 1988/89 von der Berliner Mauer anfertigten, zeigt.
Zwölf originale Teile der Berliner Mauer sind im Raum „Feel the Wall“ zu sehen. Hinter der Mauerkonstruktion befinden sich Aufgänge hinauf zu einer „Aussichtsplattform“, wie es sie in Westberlin mit Blick auf die Hauptstadt der DDR gab. Unter den Aufgängen befindet sich der Raum „Fear the Wall“. Die dortige Installation steht sinnbildlich für die Aufarbeitung der Vorgänge an der Berliner Mauer nach dem Untergang der DDR.
Das Labyrinth „Lost Berlin“ wurde von den Künstlern Stefan Schilling und Gustav Sonntag gestaltet, beide lebten und arbeiteten im Kunsthaus Tacheles. Das Kunstwerk setzt sich aus Graffiti, gemalten Bildern und Schriftzügen zusammen. Die Wege zu jeder der sechs Sackgassen ist speziell auf die Institutionen zugeschnitten.

### Audioguide
Ein kostenloser Audioguide (Guide Bot) kann vom Besucher auf das eigene Smartphone abgerufen werden. Er wurde für nineties berlin entwickelt und informiert mit 200 Informationstexten auf Deutsch und Englisch über die Ausstellung und über einzelne Objekte.

## Die Alte Münze

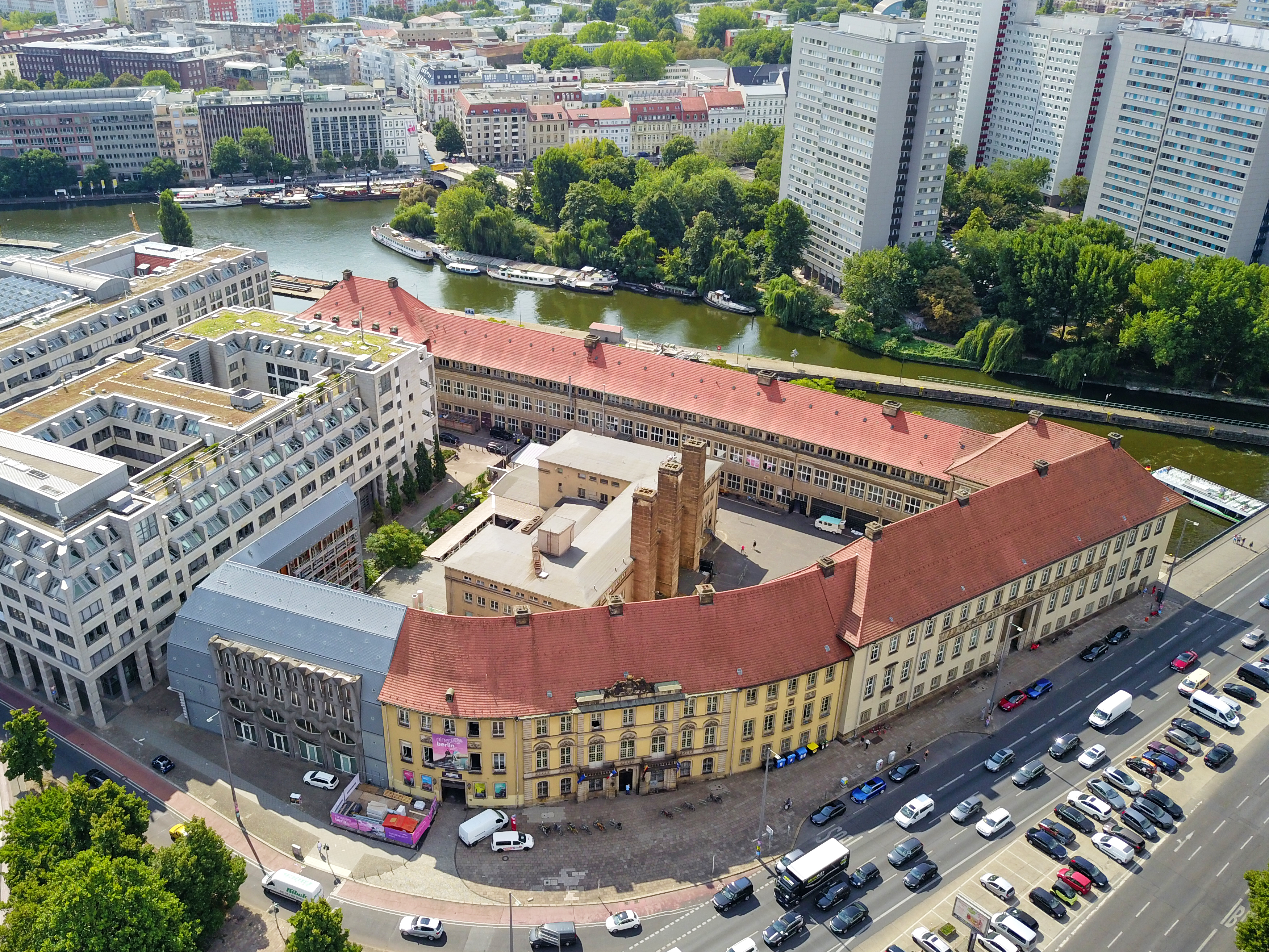
Alte Münze am Molkenmarkt Berlin-Mitte

Die Alte Münze ist ein ehemaliges Münzprägewerk am Ufer der Spree. Der Baukomplex liegt in einem der ältesten historischen Viertel der Hauptstadt und steht seit den 1980er Jahren unter Denkmalschutz. Seit den 1930er Jahren wurden hier Münzen unterschiedlicher Währungen geprägt: von der Reichsmark über die Währung der DDR bis hin zur D-Mark und dem Euro. Die Staatliche Münze gab den Produktionsstandort zum Jahreswechsel 2005/06 auf. Seit 2009 verwaltet die Projekt030 GmbH das historische Gebäude.